# Lars Glassér
Lars Bertil Glassér, född 4 oktober 1925 i Kungsholms församling i Stockholm, död 15 januari 1999 i Rättvik, var en svensk kanotist. Han blev olympisk silvermedaljör i Helsingfors 1952.
Glassér är Stor grabb nummer 23 på Svenska Kanotförbundets lista över mottagare för utmärkelsen Stor kanotist.